# Ludwig Haniel
Ludwig Haniel, genannt Louis Haniel (* 25. November 1817 in Ruhrort; † 17. Februar 1889 in Düsseldorf) war ein deutscher Unternehmer. 

## Leben
Ludwig Haniel war ein Sohn von Franz Haniel. Er studierte an der Bergakademie Freiberg und schloss sich dort dem Corps Franconia an, das ihn später zum Ehrenburschen ernannte. Nach dem Studium trat er in das väterliche Unternehmen ein und war von 1864 bis 1872 der geschäftsführende Direktor bei der Hüttengewerkschaft und Handlung Jacobi Haniel & Huyssen. 1872 gründete er zusammen mit seinem Neffen Franz Haniel junior und Heinrich Lueg die Maschinenfabrik Haniel & Lueg.